# Strefy klimatyczno-roślinne
Strefy klimatyczno-roślinne – równoleżnikowy układ typów klimatów obszarów niegórskich Ziemi i związanych z nimi głównie biomów roślinnych:
1. strefa równikowa od 10°N do 5-10°S
2. strefa tropikalna z letnią porą deszczową 25°-30° N i S
3. strefa subtropikalna pustyń
4. strefa przejściowa z zimową porą deszczową pomiędzy 35° a 45° szerokości geograficznej południowej i północnej
5. strefa ciepła umiarkowana (oceaniczna)
6. strefa umiarkowana typowa (nemoralna)
7. strefa umiarkowana sucha (kontynentalna)
8. strefa umiarkowana chłodna (borealna)
9. strefa arktyczna i antarktyczna